# Wolfgang Haubold
Wolfgang Haubold (* 12. März 1937 in Wolfen, Landkreis Bitterfeld) ist ein deutscher Chemiker und ehemaliger Präsident der Universität Hohenheim.

## Biographie
Haubold besuchte ab 1943 die Volksschule in Bitterfeld. Zusammen mit seiner Familie übersiedelte er 1950 nach Heidelberg und besuchte dort das Bunsen-Gymnasium bis zu seinem Abitur 1956. Das anschließende Chemiestudium an den Universitäten Heidelberg und Karlsruhe schloss er 1962 mit dem Examen zum Diplomchemiker ab. Während seines Studiums war er Werkstudent bei Bayer, BASF und Knapsack, bei den Wingolf -Studentenverbindungen in Heidelberg und Karlsruhe war er aktiv. Zum Dr. rer nat. promoviert wurde Haubold 1965 bei Margot Becke-Goehring während seiner Assistentenzeit in Heidelberg. 
Nach einem Studienaufenthalt an der Indiana University Bloomington (USA) und mehrjähriger Assistententätigkeit bei Ekkehard Fluck an der Universität Stuttgart folgten Habilitation und Venia legendi für das Fach Anorganische Chemie. 1980 erhielt er den Ruf an die Universität Hohenheim als Professor für Anorganische und Analytische Chemie, wo er nach wenigen Monaten zusätzlich Oberleiter der Landesanstalt für Chemie wurde.
Als Dekan leitete er 1983–1985 die Fakultät für Allgemeine und Angewandte Naturwissenschaften, von 1986 bis 1990 war er Vizepräsident und von 1990 bis 1994 Präsident der Universität Hohenheim. In seine Präsidentenzeit fiel das 175-jährige Jubiläum der Universität mit ganzjährigen Veranstaltungsreihen; die internationale Gartenbauausstellung in Stuttgart und die ersten Gespräche zur Internationalisierung der Studiengänge (Bachelor, Master Abschlüsse). Die Gründung des Hohenheimer Osteuropazentrums mit intensivem Studenten- und Professorenaustausch mit osteuropäischen Universitäten und landwirtschaftlichen Lehranstalten geht auf seine Initiative zurück. Bis zu seinem Ausscheiden aus dem aktiven Dienst 2003, blieb er Leiter des Osteuropazentrums. 
Wolfgang Haubold ist seit 1967 verheiratet mit Renate geb. Hammann (Tochter des Oberkirchenrats Ernst Hammann Karlsruhe) und hat zwei erwachsene Söhne.

## Wichtigste Auszeichnungen
- 2001 Dr. h. c. der Moskauer staatlichen Akademie für Veterinärmedizin und Biotechnologie.
- 2003 Ehrennadel der Universität Hohenheim.

## Wichtigste Veröffentlichungen und Quellen
- Die Umsetzung zwischen Phosphorsäure- und Thiophosphorsäureamiden mit Phosphorpentachlorid II; gem. mit M. Becke-Goehring in: Zeitschrift Anorg. allg. Chemie 338, S. 305 (1965).
- Die Reaktion von Borstickstoffverbindungen mit im Lichtbogen angeregten Kohlenstoffatomen; gem. mit R. Schaeffer in: Chemische Berichte 104, S. 513 (1971).
- Stocksche Hochvakuumtechnik – vielseitige Möglichkeiten zum Experimentieren mit flüchtigen Verbindungen; Chemie, Experiment und Didaktik 2, 343 (1976).
- Schwefel-Stickstoff-Verbindungen mit Schwefel der Oxidationsstufe VI, in: Gmelins Handbuch der Anorganischen Chemie; gem. mit Ekkehard Fluck, Springer Verlag 1977, ISBN 3-540-93328-X.
- Borylierte Carbodiimide gem. mit W. Eichholz in Zeitschrift Naturforschung 41b, S. 1367–1372 (1986).
- Bestimmung des heißwasserlöslichen Borgehalts in Böden mit der induktionsgekoppelten Plasma-Atom-Emissionsspektrometrie. gem. mit E. König und R. Schmid in: Fresenius’ Zeitschrift für Analytische Chemie 331, S. 713-720 (1988).
- Das erste closo-Diphosphahexaboran P2 B4 Cl4 gem. mit W. Keller und G. Sawitzki in: Angewandte Chemie 100, S. 958-959 und Angewandte Chemie Int. Ed. Engl. 27, S. 925-926 (1988).
- Zur Idee und zum Bildungsauftrag der Universität, Verlag Ulmer, ISBN 3-8001-8233-5
- A Direct Route to Halogenated Arsaborane Clusters: Crystal Structure of 3,4,5,6-Tetrachloro-1,2-diarsa-closo-hexaborane (4); gem. mit R. Schäfer, W. Einholz, W. Keller und G. Eulenberger in: Chemische Berichte 128, S. 735-736 (1995).
- Weitere 50 Beiträge in Fachzeitschriften der Chemie.